# Haderstadl
Haderstadl ist ein Gemeindeteil der Kreisstadt Cham und eine Gemarkung im oberpfälzischen Landkreis Cham in Ostbayern.

## Lage und Verkehrsanbindung
Das Kirchdorf Haderstadl liegt etwas mehr als sechs Kilometer südöstlich des Stadtkerns von Cham.
Die Gemarkung Haderstadl liegt im Gebiet der Stadt  Cham und von Chamerau und hat eine Fläche von etwa 7344 Hektar.

## Geschichte
Urkundlich wurde der Ort erstmals im Jahr 1280 erwähnt. Der Name „Hedrichstal“ oder „Haderstadel“ geht auf den frühmittelalterlichen Wirtschaftshof der ehemaligen Burganlage auf dem Lamberg zurück.
1818 wurde die Landgemeinde Haderstadl durch das bayerische Gemeindeedikt gebildet. Sie umfasste folgende Orte:
- Haderstadl
- Hilm
- Hörwalting
- Kühberg
- Lamberg
- Oberstaning
- Wallmering
- Wölsting

Am 1. Juli 1972 wurde die Gemeinde Haderstadl größtenteils nach Chammünster eingemeindet, Hörwalting, Oberstaning, Wallmering und Wölsting kamen zu Chamerau. Durch die Eingemeindung von Chammünster in die Stadt Cham am 1. Mai 1978 wurde Haderstadl ein Stadtteil von Cham.

## Baudenkmäler
- Katholische Filialkirche Mariä Mutterschaft (1962–64) mit historischer Ausstattung
- Wohnstallhaus des sogenannten Golanerl-Hofs

Siehe auch: Liste der Baudenkmäler in Haderstadl